# نيكولاي كورندورف
نيكولاي سيرجيفيتش كورندورف ولد يوم 23 يناير 1947 وتوفي يوم 30 مايو 2001م، كان مؤلفًا موسيقيًا وقائدًا من روسيا وكندا (منذ عام 1991). وقد أنتج العديد من الأعمال في كل من موسكو، روسيا، وفانكوفر، كولومبيا البريطانية، كندا.
قام القائد الأوركسترالي الروسي الكسندر زلاوريف بتأدية وتسجيل معظم أعماله.